# ペロサミン
ペロサミン （別名：GDP-ペロサミン ）は、細菌によってマンノースから生産される4-アミノデオキシ糖である。

## 生体内での働き
N-アセチルペロサミンは、Vibrio cholerae O 1、E. coli O 157：H7、およびCaulobacter crescentus CB15などのグラム陰性細菌にO-抗原として含まれている。 また、グラム陽性菌であるStreptomyces coelicolor 類のアミノフィラスによって生成される抗生物質であるペリマイシンの構造中にも存在する。

## 生合成
マンノース-1-リン酸はコリトースと同様の経路を経てペロサミンに変換されるが、アミノ化を受けて3-OH脱酸素化またはC-5エピマー化を受けないという点でコリトースと異なる。

### GDP-ペロサミンシンターゼ
GDP-ペロサミンシンターゼ(GDP-4-ケト-6-デオキシマンノース-4-アミノトランスフェラーゼ)はPLP依存の酵素であり，GDP-ペロサミンの生合成において，グルタミン酸からGDP-4-ケト-6-デオキシマンノースの4-ケトへ窒素を転位させる。